# Собор Різдва Пресвятої Богородиці (Глибоке)
Собор Різдва Пресвятої Богородиці — чинний собор в місті Глибоке, Білорусь (спочатку — костел ордену кармелітів). Знаходиться в історичному центрі міста на площі 17 вересня. Перша пам'ятка і найбільш повне вираження школи віленського бароко на території Білорусі, в якій відбилися «важливі етапи розвитку художніх принципів білоруського бароко». На думку дослідника В. О. Чантурії, даний собор є доволі своєрідним типом культової архітектури, бо навіть в масштабах Європи церква з чотирма вежами періоду бароко дуже рідкісні. До перебудови 1730-х років це була єдина пам'ятка сарматського бароко з трансептом.

## Історія

### Річ Посполита
Ця пам'ятка архітектури була зведена з цегли у 1639—1654 роках як костел Успіння Богородиці в монастирі ордену кармелітів («босих») пріором Тишкевичем. Побудова костелу відбулась на фундуш власника частини Глибокого, мстиславського воєводи Юзефа Львовича Корсака, який спочатку особисто керував будівництвом; він був похований в крипті собору, однак пізніше, під час перебудови костелу у православну церкву, його останки, загорнуті у малинову опанчу, вийняли і викинули, а через два дні їх підібрав і перепоховав один з місцевих жителів. Згідно із заповітом 1643 року, Корсак також надав сім гнідих коней для підвезення матеріалів для будівництва костелу. Пізніше кармеліти почали виплату Корсакам — грошима і зерном, взявши на себе зобов'язання утримувати ксьондза і плебанію. Хоча відповідні свідчення в архівах відсутні, дослідники говорять про декілька перебудов і добудов храму, про які свідчать окремі частини будівлі, що мають риси архітектурних рішень різних часів.

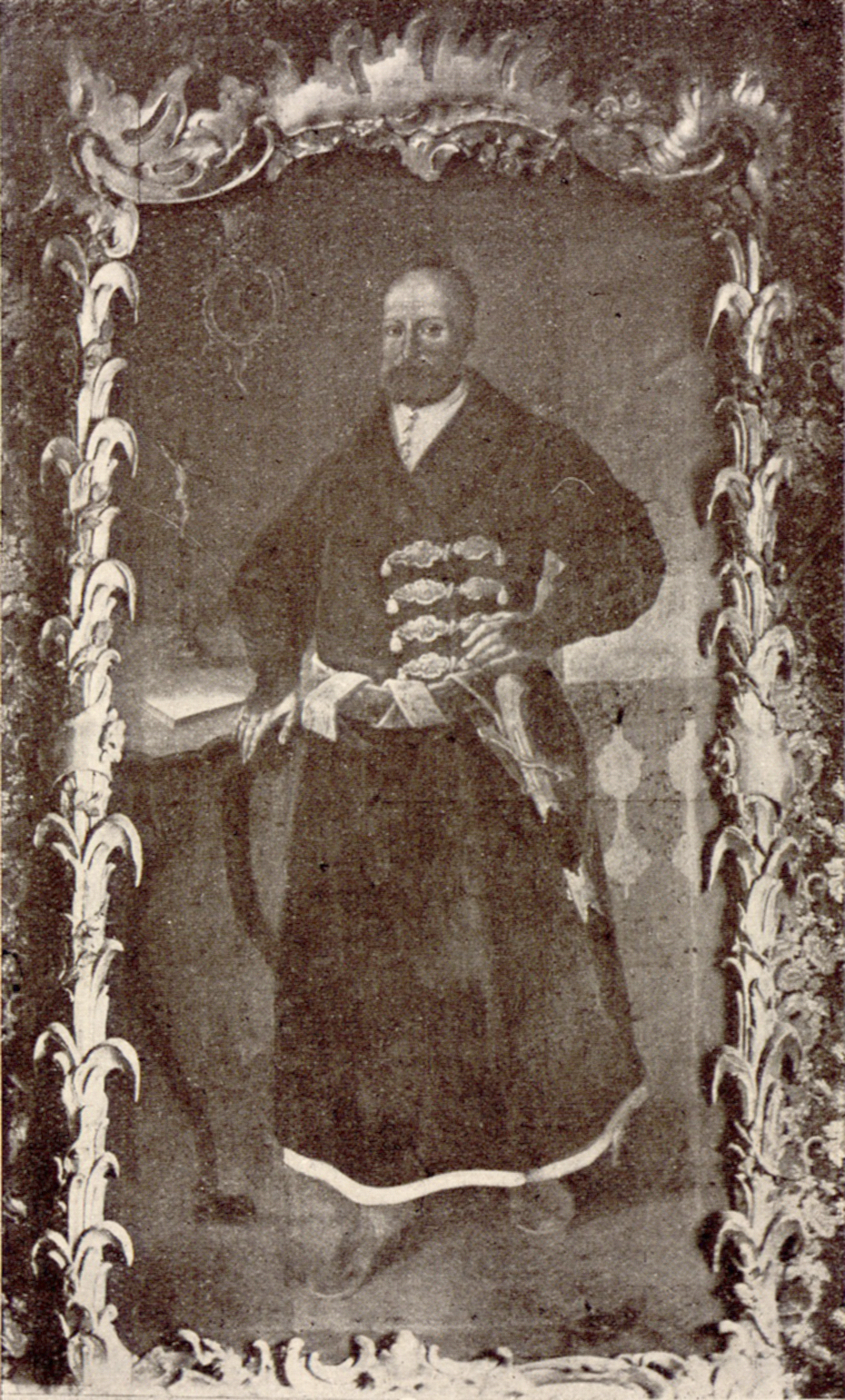
Юзеф Корсак
(бл. 1590—1643)

У 1735 році костел був перебудований за планом архітектора Йогана-Кристофа Глаубіца, творця і найбільшого представника школи віленського бароко. Пребудова торкнулася, зокрема, головного фасаду будівлі — були змінені вежі і додане оздоблення ордерною пластикою. Вважається, що саме реконструкція 1735 року надала костелу рис, властивих віленському бароко: нові багатоярусні вежі головного фасаду, особливо стрункі і піднесені завдяки витягнутим пропорціям; орієнтація не на фасадну точку зору, а на сприйняття контурів як складного силуету серед невисокої забудови; ускладнення головного фасаду шляхом зведення щипця між вежами і збагачення декором (для створення враження багатства і приголомшення сплетінням деталей); оперізування фасаду поясами профілів, з'єднаних між собою багатоланковими зрощеннями пілястр і колон; посилена напруженість ритмічного ладу елементів. По завершенню перебудови, 16 липня 1735 року, костел був заново освячений, цього разу суфраганом віленським Єжи Анцутою. До 1735 року належить також зведення перед церквою, на одній осі з нею, триаркової двоярусної цегляної брами у стилі пізнього бароко і прибудова до північно-західного боку апсиди триповерхового житлового корпусу, який був прямокутним у плані і мав замкнуту композицію з внутрішнім двором (одне крило квадрату становив костел). Від корпусу збереглося лише пізніше перебудоване східне крило, інші два крила у 1892 році були розібрані через трухлявість. При самому монастирі розміщувалися початкова школа і шляхетський конвікт на 12 незаможних учнів, бібліотека у 3 тисячі книг, зібрання картин і гравюр, музична капела, шпиталь, аптека, різні господарські та складські будівлі, а також фізичний кабінет з 130 різними приладами, великий сад і великі «сажалки» з різною рибою. У костелі кармелітів знаходився величезний орган (12-регістровий, розміщувався на галереї хорів); також орден утримував 40 музикантів, які грали безпосередньо в соборі або на балконі над вхідними дверима (у святкові дні). Селян до костелу не допускали, направляючи їх у фарний Троїцький костел.
Існує думка, що у XVII столітті, до закладення костелу, були побудовані широкі підземні ходи та простори з потужними стінами і склепіннями, які, згідно з легендою, тяглися не лише до костелу Трійці, а навіть до сусіднього містечка Березвечча (3 км).

### Російська імперія
У 1812 році під час перебування в Глибокому Наполеон зробив монастир кармелітів своєю резиденцією (точніше, три келії верхнього поверху житлового корпусу). Залишаючи монастир імператор нібито жалкував, що не може взяти з собою до Парижа сам костел, бо його несоромно було б встановити поряд з Собором Паризької Богоматері. У 1831 році кармеліти підтримали повстання проти царського уряду: в підземеллях зберігали повстанський арсенал, лікували хворих, переховували повстанців. Після придушення повстання багатьох ченців вислали до Сибіру, а в будівлях монастиря розмістилася комісія військового суду під головуванням М. М. Муравйова. Склепи в підземеллях собору й монастиря були перетворені на камери для в'язнів, а головний підземний коридор був розділений масивними ґратами.
Єдиний збережений інвентар, датований 1862 роком, так описує костел:
|  | Костел і монастир… фундований Юзефом Корсаком… закладений у вигляді хреста. Закінчений у році 1735 липня 3 і освячений Єжи Анцутою, віленським суфраганом… Сьогодні костел і монастир у стані запустіння, потребують великого ремонту… довжина його 72, ширина 32 аршини, має 4 башти — 2 з фасадів цегляні, в одній з них неробочий годинник і 3 дзвона вагою 196 пудів, ззаду 2 дерев'яні башти… Вікон 32, вівтарів 7, орган на 12 голосів… костел черепицею накритий |

У 1865 році за участь у повстанні Каліновського монастир кармелітів був закритий, а його будівлі конфісковані. Ченці, що залишилися, виїхали до Кам'янець-Подільського кармелітського монастиря. Невдовзі костел перейшов в розпорядження православної церкви, а безпосередньо монастир з його землями і угіддями виділили для підтримки храму. Вже одразу після 1863 року влада асигнувала 27 тисяч рублів сріблом на перебудову колишнього костелу. З осені 1867 року почалося періодичне відправлення православних служб. Перебудова відбулася з 1872 по 1878 рік. Зміни в основному торкнулися внутрішнього оздоблення церкви, ззовні були лише перефарбовані стіни і купола, «в яких чарівної краси акварель була замінена побілкою на воді, з сірим відливом колеру». Всередині замість римського вівтаря був встановлений православний іконостас; з внутрішнього оздоблення згадуються дорогоцінне панікадило, величезні свічники біля місцевих ікон і величний запрестольний семисвічник, які були придбані зусиллями місцевого причту і які «своєю масивністю, розміром, високою якістю матеріалу і художнім оздобленням служать розкішною прикрасою собору, заповнюючи невдало-змінену самобутню його цінність». Серед іншого були прибрані орган, бічні вівтарі, сповідальні (замість них встановили святу браму), майно костелу було розграбоване. У 1875 році православна церква почала діяти. Згодом 3 вересня 1878 року відбулося переосвячення перебудованого костелу на православну Різдво-Богородицьку церкву, проведене Ковенським єпископом Володимиром (Нікольським). В урочистостях, пов'язаних з освяченням, брали участь 16 священиків, 2 диякона і більше 5 тисяч паломників, і від глубоцької церкви Святої Трійці відбулася хресна хода з антимінсом і мощами. Корпус монастиря був відданий міській поліцейській управі, а бібліотека з трьох тисяч книг — Віленському музею старожитностей (архіви опинилися в Санкт-Петербурзі), разом із зібраннями картин і географічних карт і фізичним кабінетом; інше було розкрадене. Ще в 1930-ті роки перед входом в храм лежала біла мармурова плита з написом «Roku 1782. Grzesznik prosi o jednę: Zdrowaś Marya» («1782 рік. Грішник просить про одне: Радуйся Маріє»).
У 1885 році над середохрестям храму звели дерев'яні барабан і купол в неоготичному стилі. Для цього у свою чергу довелося знизити дуже високу конструкцію даху.
За даними 1892 року собор належав до Глибоцького благочиння. Ще у 1872 році для ремонту і підтримки церкви було виділено 94 десятини землі з житловим будинком і господарськими прибудовами (на 1892 рік дохід становив 150 руб. на рік), фруктовим садом (дохід 105 руб. на рік), водяним млином (дохід 75 руб. на рік) і колишнім кармелітським кам'яним двоповерховим будинком (місце розміщення причту), частину якого віддавали в оренду поштовому відділенню (150 руб.) і аптеці (50 руб.). Також дохід приносила здача в оренду колишнього кармелітського дерев'яного будинку (26 руб. 50 коп.). У 1892 році для храму відводилося 2 священика і 2 псаломщика, а їх платня становила 992 рублі і додатковий 21 рубль 18 копійок. Іншої землі було 111 десятин, з яких 5 десятин становила садибна земля, 37 — орна, 28 — сінокісна, а 33 десятини були «під дров'яним лісом і озером». Всього до парафії собору належали 2 приписні і 2 цвинтарні церкви, котрі перебували у ветхому стані і з бідним начинням, 683 двори з парафіянами у кількості 2752 чоловіки і 2665 жінок.

### Польща і СРСР

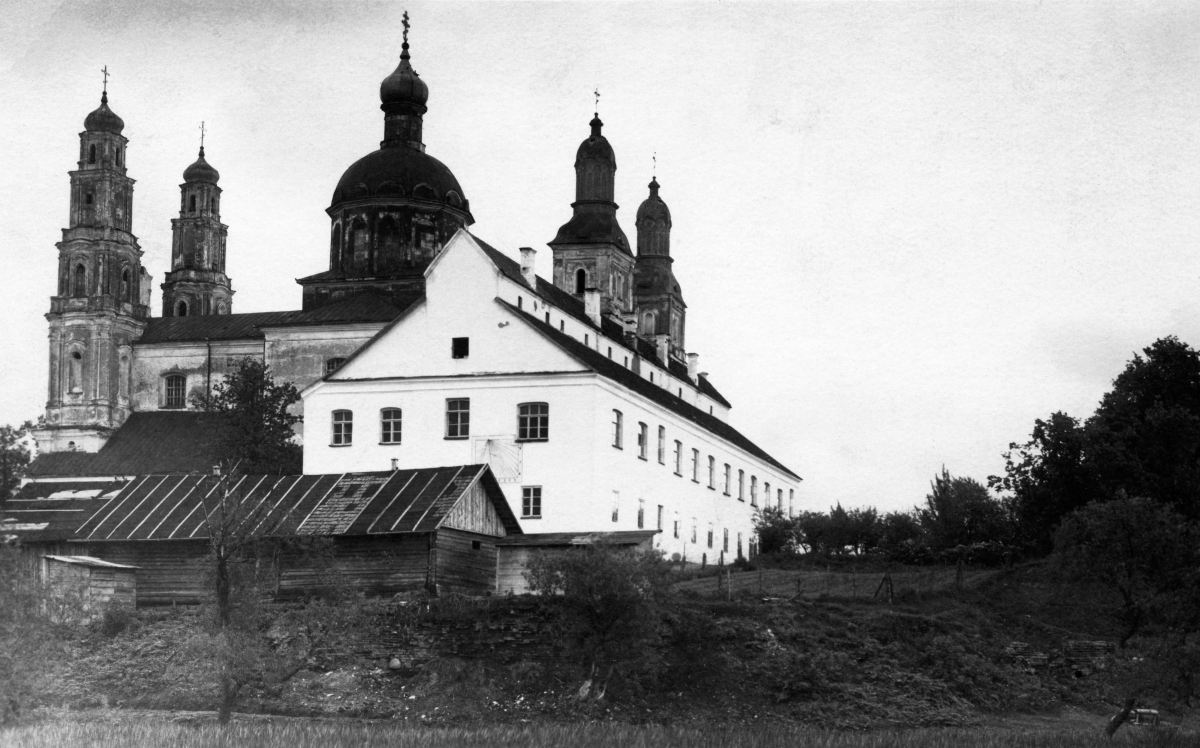
На фотографії польського періоду видно всі чотири вежі костелу і барабан з куполом, які були зруйновані у 1944 році

У 1921 році будівлю костелу повернули католикам, які у 1932 році провели реконструкцію храму. У будівлях монастиря, що збереглися, знаходилося Глибоцьке староство.
Під час Другої світової війни підземелля собору використовували як в'язницю для своїх полонених загони Родіонова. Будівля собору під час війни була частково пошкоджена: у 1944 році згоріли дерев'яний барабан з куполом та верхні яруси веж, постраждало безліч ікон, вівтар, церковний архів. Замість втраченого куполу храм накрили покрівельним залізом, а вежі були відбудовані в зменшеному вигляді. Після війни в будівлях монастиря розмістився маслозавод, підземелля храму використовували як склад овочів.
У «Списку взятих на державний облік церков, монастирів і молитовних будинків, що діють в Глибоцькому районі» 1945 року собор згаданий знову як церква Різдва Богородиці, в користуванні якої перебувала лише одна будівля; договір на право користування віруючими укладений не був. Для собору була відсутня також ревізійна комісія, так само як і церковна трійка з управління церковними будівлями.
У 1970 році, в період з 10 по 13 вересня (швидше за все, ввечері 12 вересня і вранці наступного дня), архієпископ Мінський і Білоруський Антоній, якого в поїздці супроводжували доцент Московської духовної академії ігумен Валентин і благочинний Вітебського благочиння Б. Буроков, провів богослужіння серед інших і в храмі Глибокого. За визнанням місцевих органів влади, відвідини богослужіння були масовими: кількість віруючих у церкві склала від 700 осіб (благочинний Іванов) до 5 тисяч (дані Бурокова); співав хор. Серед присутніх були також 15 штатних і 1 нештатний священик, ксьондз Глибоцького костелу І. Францкевич і духовний наставник Ластовичської старообрядницької церкви С. Федоров. Про присутність останнього на службі Антонію повідомив благочинний Іванов, який представив архієпископу ксьондза Францкевича. Відбулося також нагородження Антонієм священика Чашнікської церкви Кублицького. За даними Н. Ф. Висоцької 1983 року, до собору було проведене світло і встановлені грати, проте були відсутні сигналізація і телефонний зв'язок. У тому ж 1983 році з північного боку вівтаря у соборі облаштували теплу церкву, а саме бічний вівтар на честь преподобного Серафима Саровського площею 80 м², який був освячений 29 грудня того ж року. До 1988—1990 років належить ремонт собору, який проводився як всередині, так і зовні: зокрема, для перекриття даху було використане оцинковане залізо. Приписна Церква Воздвиження Хреста Господнього в селі Забельє, закрита у 1963 році, у 1990 році була відновлена і освячена.

### Республіка Білорусь
На сьогодні парафія собору є найчисельнішою у Полоцькій єпархії. При церкві діють дитячий хор, недільна школа для дітей, православна бібліотека і професійний хор, збирається «Товариство православної молоді в ім'я преподобного Серафима Саровського». У вересні 2012 року вихованці недільної школи висадили поблизу собору молодий сад Молитви. Настоятелем собору є протоієрей Сергій Громико.
У липні 2009 року під час прибирання у підвалі собору були виявлені рештки кількох десятків тіл. За словами білоруського історика Ігоря Кузнецова, це можуть бути рештки польських чиновників, інтелігенції чи офіцерів, які були заарештовані органами НКВС після окупації Радянським союзом 17 вересня 1939 року східних земель Польської Республіки. Однак офіційні органи влади подібні версії відкидають.

## Архітектура

План собору

Даний собор є першою пам'яткою архітектури віленського бароко на території Білорусі, проте до перебудови в 1735 році був одним з найцікавіших прикладів сарматського бароко. Будівля собору в плані являє собою протяжний прямокутник і має спрощене планувальне рішення, включаючи тринавну базиліку і прямокутну, виділену бічними захристями апсиду (пресбітерій), за якою розташовувався цілий ряд келій, з'єднаних між собою коридором (один з корпусів монастиря прибудований безпосередньо до задньої плоскої стіни вівтарної частини і датований тим же часом побудови). Для об'ємно-просторової композиції собору, навпаки, характерний багатоярусний багатоплановий вид. Окрім чотирьох веж, котрі відзначають кути соору, він вирізняється двоярусним перепадом нефів з виділеними крилами трансепта. Спочатку, до перебудови фасаду в 1735 році, ці чотири вежі були однаковими: квадратними у плані (четвериковими), двоярусними, з високими півциркульними вікнами, креповками і невисокими шатровими дахами. Потім обидві фасадні вежі були розібрані аж до карнизу бічних нефів і замінені на наскрізні, чотириярусні четверикові вежі з лучковими і напівциркульними прорізами. Для первісних чотирьох веж простежувався генетичний зв'язок з оборонними церквами-фортецями білоруських земель, проте їх форма і значення для композиції належать вже до зрілого бароко, так само як і перебудова веж головного фасаду в 1735 році стала відображенням розвитку та удосконалення національних форм даного стилю. Риси стилю вівтарної частини з фланкуючими її даними двома четвериковими вежами і її трикутним фронтоном відповідають якраз сарматському бароко.
Головний фасад церкви, на який зроблений основний акцент, фланкований двома стрункими багатоярусними вежами, що увінчані цибулинними куполами, і відрізняється фігурним ступінчастим фронтоном, зведеним між веж. Вертикальну динамічну спрямованість останніх підкреслюють і посилюють вузькі й високі арочні отвори поряд з численними креповками. Про первісне оформлення головного фасаду судити складно, але, на думку дослідниці Слюнькової, імовірно воно наслідувало римські архітектурні зразки, точніше трьохосьову композицію, при якій нижня частина базиліки оформлена системою пілястр, а вища частина — трикутним фронтоном і волютами по сторонам (такі волюти пізніше були представлені в двох верхніх ярусах іконостасу). Багато оздоблений портал входу з різьбленими дверима XVII століття з позолотою виділяє центр нижчого фасадного ярусу, в той час як ніші-екседри, увінчані конхами, — його бічні сторони. Між нижчим ярусом і наступним за ним, раскрепованним пілястрами і з округленими бічними частинами, розташований антаблемент, далі йде широкий крепованний фронтон. Вікно, розташоване у розриві даного фронтону, декороване пластичним порталом. Аттиковий фронтон, що являє собою третій ярус, має складне завершення. Ще в 1735 році даний фасад був рясно декорований ордерною пластикою — зокрема, були додані зв'язки пілястр, пристінки, хвилясті профільовані тяги та інше. Ажурності головному фасаду додали під час даної перебудови наскрізні отвори веж і фронтонів укупі з глибокими нішами (табернаклями), схожими на екзотичні мушлі. Задній фасад собору був вирішений в більш стриманих формах: так, він відрізняється трикутним фронтоном з круглою нішею в центрі, окрасою якого служать хрестоподібні лопатки, і з двома симетричними четвериковими вежами.
Дерев'яний купол, що згорів разом з дерев'яними верхами веж і барабаном в 1944 році, укупі з чотирма куполами веж виявився єдиним легким для виконання, але в той же час радикальним способом пристосувати архітектуру кармелітського костелу, що мав схожість з Віленським кафедральним собором, до потреб православної церкви. Незважаючи на невідповідність західноєвропейській архітектурі бароко, купола «кодували собор як новонавернений для православних».

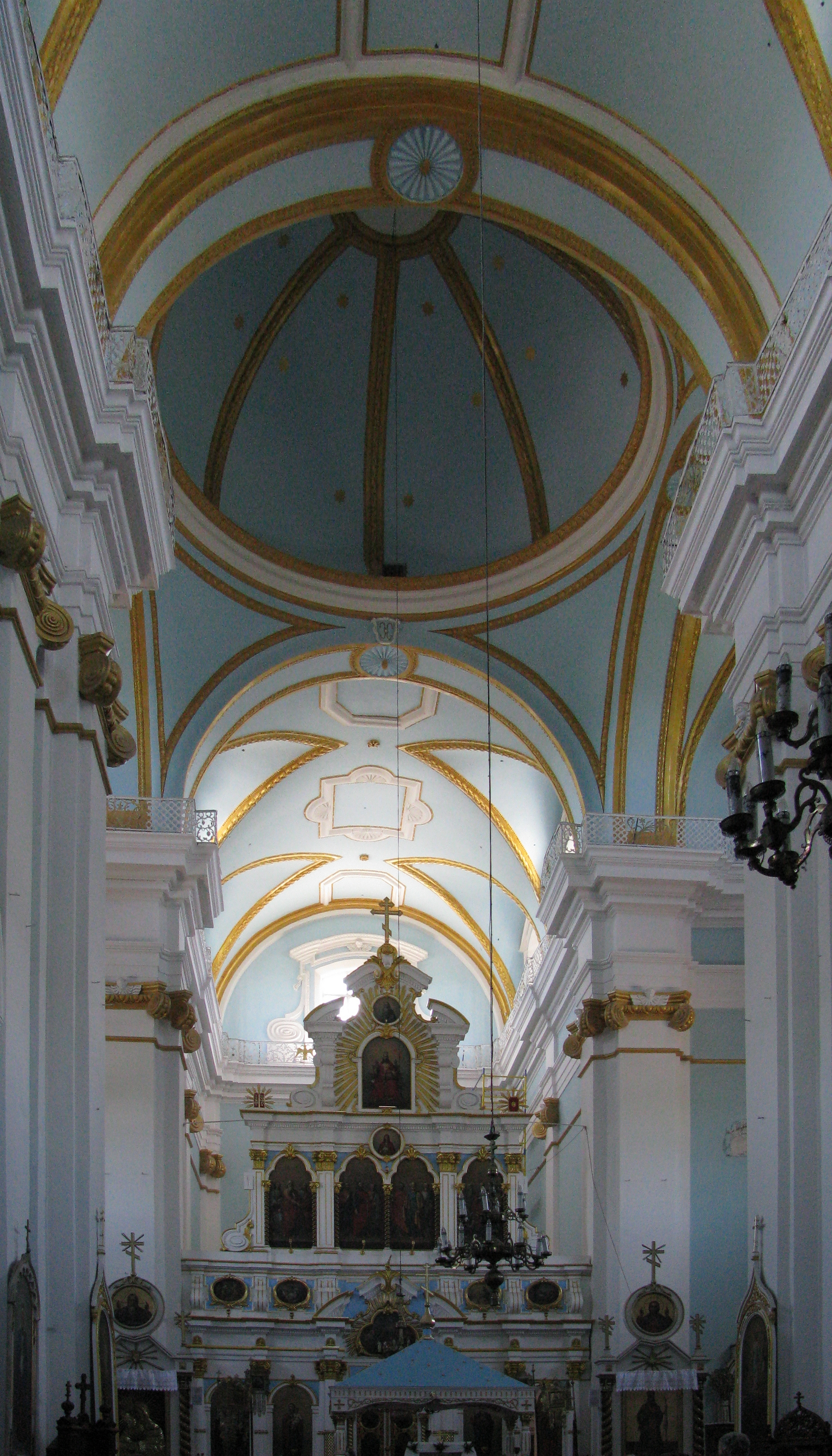
Інтер'єр собору

Перекриття нефів собору, інтер'єр якого зберіг свою об'ємно-просторову композицію з XVII століття, становлять циліндричні склепіння з розпалубленнями. Над бабинцем собору розташовані хори. При перебудові в 1735 році для фасаду церкви та її інтер'єру було виконано єдине ордерне оформлення. Так, для стін і стовпів собору характерний пристінок пілястрами і широкими карнизними поясами, декор яких являє собою багатий рослинний орнамент з мотивами стилізованого листя аканта на додаток до горельєфних зображень голівок ангелів. Для декору склепінь, зокрема плафонів і обрамлень ребер розпалублень, характерний ліпний геометричний орнамент. Галерея, що йде над антаблементами собору по всьому його периметру, обнесена кованою металевою решіткою з орнаментом. Ліплення, використане в оформленні інтер'єру, зроблене в техніці стукко. В інтер'єрі середохрестя оформлене плоским і фальшивим куполом .
Склепіння і частину стін колись прикрашали фрескові розписи, при перебудові костелу на православну церкву їх покрили пластом штукатурки. Відповідно до спогадів Олександра Котлінського 1878 року, першого благочинного перебудованого собору, ці розписи були «чарівної краси».
Свого часу при соборі був великий сад.

## Ікони
Згідно з «Актом попереднього обстеження культових будівель в містах Плоцьк, Глибоке, Орша, Вітебськ» від 20 жовтня 1963 року, під час обстеження собору не було виявлено начиння і розписів, які б мали художню цінність. При цьому увагу дослідників привернули лише дві ікони завдяки своєму точному датуванню. Перша — ікона Ченстоховської Богоматері — має розміри 1 × 1,5 м, написана олією, а її дрібнозернисте полотно наклеєне безпосередньо на дерево. На іконі є напис старослов'янською абеткою: «образ Пресвятої діви Марії, Богородиці Ченстоховської, споруджений для оздоблення Глибоцької церкви утриманням глибоцького обивателя Федора Грицкевича в 1757 р., відн[овлений] в 1898 р. за ієрея Влад. Концевича». Відповідно до розповіді служителя церкви Ясюкевича, вона була доставлена з каплиці на кладовищі Дуброва після пожежі в ній.
Друга ікона — зображення Богоматері з немовлям — має розміри 50 × 60 см і бронзові шати. Її полотно, що складається з двох шарів — дрібнозернистого (перший) і крупнозернистого (другий), було наклеєне безпосередньо на дошку. Нижня частина ікони була покрита сріблястою фарбою, на якій читався чорний напис у два рядки: «S Maria Mater dei \\ Anno 1738». Нижній рядок був дописаний синім чорнилом. У собор образ перевезли із села Сороки після розбору місцевої церкви в 1963 році. Дана ікона досі перебуває серед інших образів собору. За даними ж 1995 року, образ, чиї срібні з позолотою шати вважаються витвором мистецтва рококо, розміщувався в однойменній каплиці собору, що знаходиться на кладовищі.
Також у соборі знаходиться ікона «Достойно єсть», яка є точною копією чудотворної ікони з афонського Каріеської церкви. Вона написана олійними фарбами на дошці з кипарисового дерева і має розміри 1,6 × 1,15 м. Вважається, що ікона окроплена водою з річки Йордан і ряду інших живоносних джерел, а в середину закладені частки мощей багатьох святих і шматочки освяченої вати. У Глибоке вона, як повідомляли «Литовські єпархіальні відомості» за 1911 рік, була доставлена в червні 1911 року. З цього приводу була організована хресна хода, у якій взяло участь духовенство і близько 13 тисяч прочан. За три доби хода з іконою пройшла 35 верст і, дійшовши до Глибокого 12 червня об'єдналася з хресною ходою чорниць з Березвечського монастиря. Після внесення ікони до храму була здійснена служба з акафістом Богородиці, на яку прибув член Державної думи священик Верескін, а наступного дня були проведені літургія і водосвяття у каплиці на озері у Березвеччі. Про дану подію був направлений рапорт архієпископу Віленському і Литовському Агафангелу, який, у свою чергу, представив його імператору. На честь події було визначено щорічно 12 і 13 червня (за юліанським календарем) здійснювати відповідні богослужіння. В останні роки стара традиція хресної ходи з іконою від собору до нещодавно відкритого Березвечського жіночого монастиря відновилася, при цьому віруючі вистилають квітами дорогу, по якій священнослужителі несуть на руках образ. Ікона відома зціленнями і фактом мироточення в 1999—2000 роках. У 2011 році планувалося з 21 по 26 червня провести святкування 100-річчя ікони.

### Російською мовою
- Всеобщая история архитектуры / Под ред. Максимова П. Н. — М., 1968. — Т. VI.
- Города, местечки и замки Великого княжества Литовского / Т. В. Белова (пред.) [и др.] — Мн. : БелЭн, 2009. — 312 с. — ISBN 978-985-11-0432-7.
- Извеков Н. Д. Статистическое описание православных приходов Литовской епархии. — Вильна : Типография И. Блюмовича, 1893.
- Панкрат Анна. 100-летие чудотворной иконы, привезённой с Афона // Полоцкие епархиальные ведомости. — 2011. — Вип. 3. — С. 3—4.
- Православная церковь на Витебщине (1918—1991): док. и материалы / Редкол.: М. В. Пищуленок (гл. ред.) [и др.]; сост. В. П. Коханко (отв. сост.) [и др.] — Мн. : НАРБ, 2006. — 365 с. — ISBN 985-6372-48-8.
- Сапунов А., Друцкий-Любецкий В. Материалы по истории и географии Дисненского и Вилейского уездов Виленской губернии. — Витебск : Губернская Типо-Литография, 1896.
- Слюнькова И. Н. Монастыри восточной и западной традиций. Наследие архитектуры Беларуси. — М. : Прогресс-Традиция, 2002. — 600 с. — ISBN 5-89826-093-5.
- Слюнькова И. Н. Храмы и монастыри Беларуси XIX века в составе Российской империи. Пересоздание наследия. — М. : Прогресс-Традиция, 2009.
- Собор Рождества Пресвятой Богородицы / Под редакцией А. В. Вертинской, С. А. Громыко, М. П. Черепковского. — Глубокое, 2001.
- Чантурия В. А. История архитектуры Белоруссии. — Мн. : Вышэйшая школа, 1977. — С. 182.
- Чантурия В. А. Памятники архитектуры и градостроительства Белоруссии. — Мн. : Полымя, 1986. — 240 с.
- Татаринов Ю. А. Города Беларуси. Витебщина. — Мн. : Энциклопедикс, 2006. — 208 с.

### Білоруською мовою
- Багласаў С. Г. Царква Раства Багародзіцы // Збор помнікаў гісторыі і культуры Беларусі. Віцебская вобласць. — Мн. : БелСЭ, 1985. — 496 с. — 8000 прим.
- Барока ў беларускай культуры і мастацтве / Навук. пэд. В. Ф. Шматаў. — Мн. : Беларуская навука, 2001. — 304 с. — ISBN 985-08-0452-1.
- Габрусь Т. В. Глыбоцкі касцёл і кляштар кармелітаў // Архітэктура Беларусі. — Мн. : БелЭн, 1993. — 620 с. — ISBN 5-85700-078-5.
- Габрусь Т. В. Мураваныя харалы: сакральная архітэктура беларускага барока. — Мн. : Ураджай, 2001. — 286 с. — ISBN 985-04-0499-Х.
- Габрусь Т. В., Ярашэвіч А. А. Глыбоцкі касцёл і кляштар кармелітаў // Рэлігія і царква на Беларусі: Энцыкл. давед / рэдкал.: Г. П. Пашкоў і інш. — Мн. : БелЭн, 2001. — 368 с. — ISBN 985-11-0220-2.
- Габрусь Т., Ярашэвіч А. Глыбоцкі кляштар кармелітаў // Вялікае княства Літоўскае / Рэдкал.: Г. П. Пашкоў (гал. рэд.) і інш. — Мн. : БелЭн, 2007. — Т. 1. — 688 с. — ISBN 978-985-11-0393-1.
- Гісторыя беларускага мастацтва / Рэдкал.: С. В. Марцэлеў (гал. рэд.) і інш.; Рэд. тома Я. М. Сахута. — Мн. : Навука і тэхніка, 1988. — Т. 2: Другая палова XVI — канец XVIII ст. — 384 с. — ISBN 5-343-00342-7.
- Памяць: гісторыка-дакументальная хроніка Глыбоцкага раёна / Рэд.: Б. І. Сачанка [і інш.] — Мн., 1995.
- Кулагін А. М. З архітэктурнай спадчыны // Памяць: гісторыка-дакументальная хроніка Глыбоцкага раёна / Рэд.: Б. І. Сачанка [і інш.] — Мн., 1995. — С. 59—73.
- Кулагін А. М. Праваслаўныя храмы Беларусі: энцыклапедычны даведнік. — Мн. : БелЭн, 2007. — ISBN 978-985-11-0389-4.

### Польською мовою
- Hedemann Ott. Glebokie. — Wilno, 1935.
- Lorentz St. Wycieczki po wojewodztwie Wilenskiem. — Wilno, 1932.
- Słownik geograficzny Królestwa Polskiego i innych krajów słowiańskich. — Warszawa, 1881. — Т. II: Derenek — Gżack.